# Heteromeringia aphotisma
Heteromeringia aphotisma är en tvåvingeart som beskrevs av Lonsdale och Marshall 2007. Heteromeringia aphotisma ingår i släktet Heteromeringia och familjen träflugor. Inga underarter finns listade i Catalogue of Life.